# Ed Sheeran
Edward Christopher "Ed" Sheeran (n. 17 februarie 1991, Halifax, Anglia, Regatul Unit) este un cântăreț, compozitor, producător de înregistrări și actor britanic. Crescut în Framlingham, Suffolk, s-a mutat în Londra în 2008 pentru a urma o carieră muzicală. La începutul anului 2011 a lansat un album independent extins, "No. 5 Collaborations Project", care a atras atenția unor artiști precum Elton John și Jamie Foxx. În acel an a semnat și colaborarea cu Asylum Records. Albumul său de debut precum și partea sa extinsă din 2011, care cuprinde single-uri precum "The A team" și "Lego House", a primit discul de platină de 5 ori în Regatul Unit. În 2012 a câștigat două premii BRIT pentru "Best British Male și British Breakthrough". “The A team” a câștigat premiul "Ivor Novello" pentru cel mai bun cântec și versuri.
În 2012 Sheeran și-a început ascensiunea spre celebritate în Statele Unite. Și-a făcut apariția ca invitat pe cel de-al patrulea album intitulat ”Red” al lui Taylor Swift și a scris piese pentru formația One Direction. “The A team” a fost nominalizată pentru piesa anului la Premiile Grammy din 2013 unde a și realizat un duet cu Elton John în timpul ceremoniei. Își va petrece mare parte din 2013 concertând în actul de deschidere al turneelor Nord Americane de promovare a albumului ”Red” a lui Taylor Swift.

## Viața și cariera

### 1991-2004: Viața timpurie
Sheeran s-a născut în Halifax, West Yorkshire, dar s-a mutat în Framlingham, Suffolk din vremea copilăriei. Tatăl său, John, este curator de artă și lector , iar mama sa, Imogen, este publicist cultural devenită, mai apoi, designer de bijuterii.  Părinții săi au condus agenția independentă de consultanță în domeniul artei, Sheeran Lock, din anul 1990 până în anul 2010.  Sheeran are și un frate mai mare, Matthew, care este compozitor clasic și student al cursurilor postuniversitare de muzică.  Bunicii săi au fost irlandezi, iar el a fost crescut în religia romano-catolică.  A cântat într-un cor local al bisericii de la vârsta de 4 ani, a învățat să cânte la chitară de la o vârstă foarte fragedă și a început să scrie cântece în timpul liceului Thomas Mills din Framlingham.  Primele amintiri din copilăria sa au inclus muzica lui Van Morrison din timpul călătoriilor la Londra împreună cu părinții și participarea, la vârsta de 11 ani la un concert intim Damien Rice în Irlanda.  Este implicat în muzică împreună cu Teatrul Muzical de Tineret din Regatul Unit  și a fost acceptat ca adolescent în Teatrul Național de Tineret. 

### 2004-2010: Începutul carierei
Sheeran a început înregistrările în 2004 lansând primul lui album - Spinning Man. Spiritul creator al artistului în aceea perioadă a fost inspirat de prima lui iubire pentru o fată pe care o numește Claire. Acesta s-a intersectat cu un alt cântăreț englez care urma să devină celebru - Passenger. Cei doi s-au împrietenit în timpul unui concert în orașul Cambridge pe când Ed avea numai 15 ani. Sheeran a lansat de asemenea și două albume, unul autointitulat în 2006 și “Want Some?” în 2007. S-a mutat la Londra în 2008 pentru a concerta, începând în localuri foarte mici și cântând în fiecare zi pentru o audiență care începea de la 5 persoane. În 2008 a participat la audiții pentru seriile ITV Britannia High.  De asemenea a cântat în deschidere pentru Nizlopi în Norvegia în aprilie 2008, după ce a fost unul dintre tehnicienii lor la chitară.  În 2009, Sheeran renunță la cursurile universității Academy of Contemporary Music (ACM), deoarece tutorii nu i-au acceptat plecarea în turneu alături de Just Jack, ulterior acordându-i nota "F" la toate modulele Arhivat în 21 august 2019, la Wayback Machine. pe care le urma (nota echivalentă cu eșecul examenului). Tot în 2009, Sheeran a reușit să atingă numărul impresionant de 312 concerte susținute într-un an. A spus că a citit un interviu cu James Morrison care susținea că acestă avuse 200 de concerte într-un an, iar el voia să-l depășească la acest capitol.  De asemenea în 2009 a lansat un alt EP, “You need me”, chiar înainte de a pleca în turneu cu Just Jack. În februarie 2010, Sheeran a postat un video prin intermediul canalului SB.TV care a dus la primirea unei cereri din partea rapper-ului, ca de exemplu de a concerta în turneu împreună. De asemenea, în februarie 2010 a lansat EP sau “Loose Change” aspru criticat care a previzionat viitorul său single de debut “The A team”.
În aprilie 2010, după ce-și părăsește vechia companie de management, Sheeran a cumpărat un bilet spre Los Angeles fără nimic altceva decât o noapte de poezie. A cântat în deschiderea mai multor nopți peste tot în oraș înainte ca talentul său să fie observat la The Foxxhole de către Jamie Foxx, care a fost atât de impresionat încât i-a oferit lui Sheeran posibilitatea de a-i folosi studioul de înregistrări și de a locui în casa sa de la Hollywood pentru restul șederii sale. Pe parcursul anului 2010, Sheeran a început să fie văzut de tot mai multă lume pe internet prin intermediul canalului YouTube, baza lui de fani crescând, primind de asemenea credite și din partea ziarului The Independent, căpitanului englez de fotbal Rio Ferdinand și a lui Elton John.  A auto lansat de asemenea alte doua EP-uri în 2010; Ed Sheeran: Live at the Bedford și Songs I Wrote With Amy, care este o colecție de piese de dragoste pe care le-a scris în Țara Galilor alături de colega sa cântăreață și compozitoare Amy Wadge.
Pe 8 ianuarie 2011, Sheeran a lansat ultimul său EP independent, No. 5 Collaborations Project, oferind apariții a unor artiști precum Wiley, JME, Devlin, Sway si Ghetts.  Cu acest EP, Sheeran a câștigat o atenție în masă datorată clasării pe locul 2 în chart-urile iTunes fără nici o promovare sau etichetă, reușind să vândă peste 7000 de exemplare în prima săptămână.  Trei luni mai târziu Sheeran organizează un show liber pentru fani la Barfly în Camden. Peste 1000 de fani au venit să vadă show-ul, așa încât Sheeran a încheiat prin a cânta pentru diferite show-uri pentru a fi sigur că fiecare a văzut un concert, inclusiv un concert afară, în stradă, după ce locația s-a închis. Mai târziu, în acea lună, Sheeran a semnat cu Asylum/Atlantic Records.

### 2011-2012: Succesul european

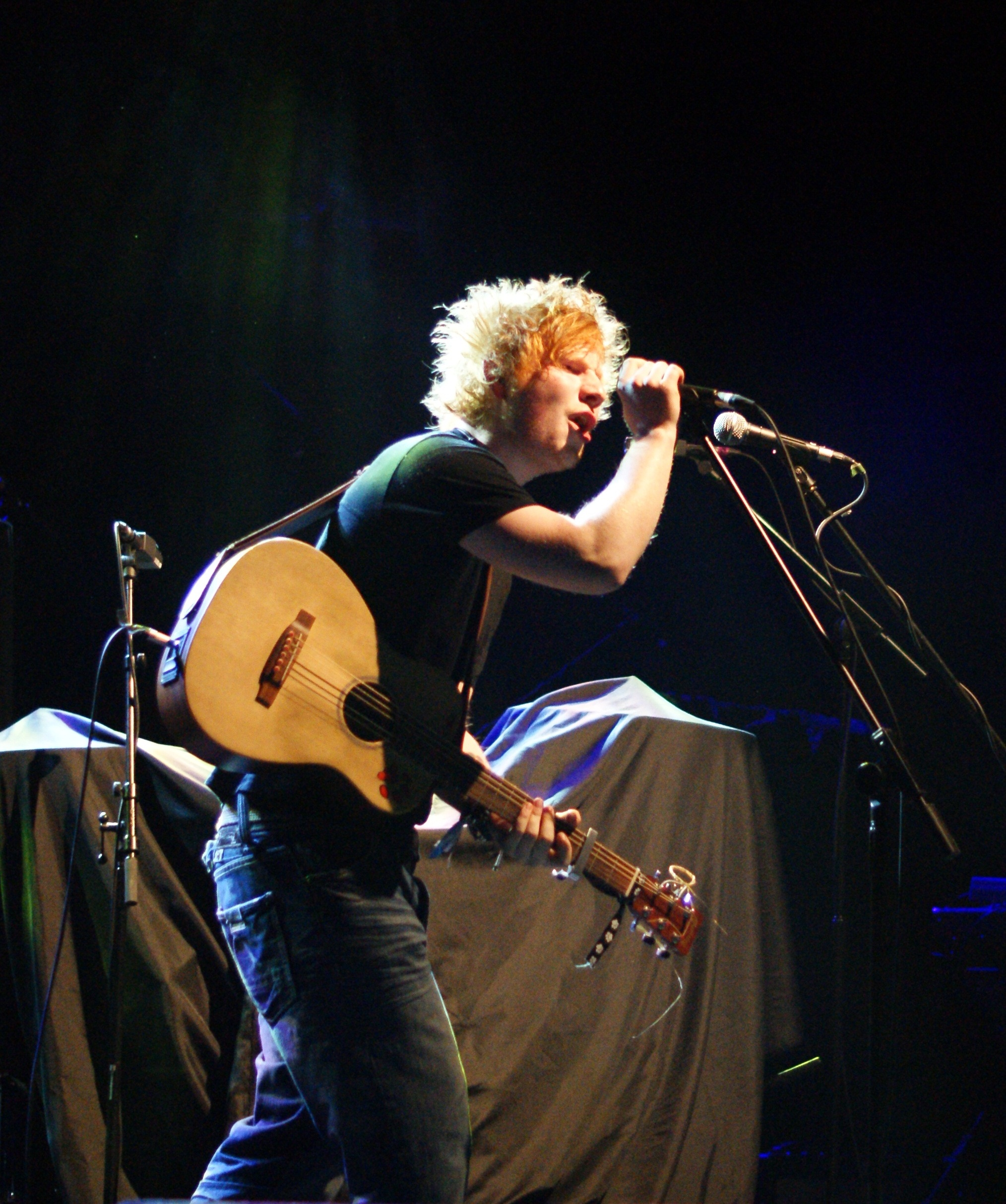
Sheeran la Academy 1, Manchester Festivalul Dot to Dot, mai 2011

Pe 26 aprilie Sheeran a apărut în cadrul show-ului musical televizat ”Later… with Jools Holland” unde a cântat single-ul său de debut “The A team”. 6 săptămâni mai târziu, “The A team” a fost lansat în format digital în UK. Lansarea a venit ca primul single de pe albumul studio de debut intitulat ”+”. “The A Team” a intrat în UK Singles Chart pe locul 3, reușind să vândă peste 58000 de copii în prima săptămână. A fost apreciat ca fiind cel mai bine vândut single de debut și printre 8 cele mai bine vândute single-uri din 2011, atingând 801.000 de copii.

## Filantropie
Sheeran a susținut un concert în Bristol, care a strâns 40.000 de lire sterline pentru o organizație de caritate care are ca scop ajutorarea lucrătoarelor sexuale. "Este bine să arătăm înțelegere pentru că acești oameni sunt oameni reali, cu emoții reale și merită aceeași muncă de caritate ca oricine altcineva", a spus Sheeran. "Există o mulțime opere de caritate mai populare, care obțin mult mai multă atenție. Iar subiectelor de acest gen nu li se dă atenția meritată."

## Premii și nominalizări
ARIA Music Awards
| Year | Nominalization            | Lucrare nominalizată | Rezultat     |
| ---- | ------------------------- | -------------------- | ------------ |
| 2012 | Best International Artist | Himself              | Nominalizare |

BRIT Awards
| Year | Nominalizare              | Lucrare nominalizată | Rezultat     |
| ---- | ------------------------- | -------------------- | ------------ |
| 2012 | British Breakthrough Act  | Himself              | Câștigat     |
| 2012 | British Solo Male Artist  | Himself              | Câștigat     |
| 2012 | Best British Single       | "The A Team"         | Nominalizare |
| 2012 | British Album of the year | "+"                  | Nominalizare |

BT Digital Music Awards
| Year | Nominalizare                    | Lucrare nominalizată | Rezultat |
| ---- | ------------------------------- | -------------------- | -------- |
| 2011 | Breakthrough Artist of the year | Himself              | Câștigat |

Grammy Awards
| Year | Nominalizare     | Lucrare nominalizată | Rezultat     |
| ---- | ---------------- | -------------------- | ------------ |
| 2013 | Song of the Year | "The A Team"         | Nominalizare |

Ivor Novello Awards
| Year | Nominalizare                      | Lucrare nominalizată | Rezultat |
| ---- | --------------------------------- | -------------------- | -------- |
| 2012 | Best Song Musically and Lyrically | "The A Team"         | Câștigat |

MOBO Awards
| Year | Nominalizare  | Lucrare nominalizată | Rezultat     |
| ---- | ------------- | -------------------- | ------------ |
| 2011 | Best Newcomer | Himself              | Nominalizare |
| 2012 | Best Male Act | Himself              | Nominalizare |
| 2012 | Best Album    | "+"                  | Nominalizare |
| 2012 | Best Song     | "Lego House"         | Nominalizare |

MTV Europe Music Awards
| Year | Nominalizare          | Lucrare nominalizată | Rezultat     |
| ---- | --------------------- | -------------------- | ------------ |
| 2012 | Best UK & Ireland Act | Himself              | Nominalizare |

MuchMusic Video Awards
| Year | Nominalizare                             | Lucrare nominalizată | Rezultat     |
| ---- | ---------------------------------------- | -------------------- | ------------ |
| 2013 | International Video of the Year - Artist | Give Me Love         | În așteptare |

Q Awards
| Year | Nominalizare        | Lucrare nominalizată | Rezultat |
| ---- | ------------------- | -------------------- | -------- |
| 2011 | Breakthrough Artist | Himself              | Câștigat |

UK Music Video Awards
| Year | Nominalizare            | Lucrare nominalizată            | Rezultat     |
| ---- | ----------------------- | ------------------------------- | ------------ |
| 2011 | Best Urban Video-UK     | "You Need Me, I Don't Need You" | Nominalizare |
| 2011 | Best Editing in a Video | "You Need Me, I Don't Need You" | Nominalizare |

World Music Awards
| Year | Nominalizare                         | Lucrare nominalizată | Rezultat     |
| ---- | ------------------------------------ | -------------------- | ------------ |
| 2012 | World's Best Selling Male Artist     | Himself              | În așteptare |
| 2012 | World's Best Entertainer of the Year | Himself              | În așteptare |